# Universal City (Kalifornia)
Universal City – obszar niemunicypalny leżący w dolinie San Fernando, rejonie Los Angeles w amerykańskim stanie Kalifornia.